# Don't Look Back (보스턴의 음반)
| 전문가 평가              | 전문가 평가 |
| 평가 점수                | 평가 점수   |
| 출처                     | 점수        |
| ------------------------ | ----------- |
| AllMusic                 | [ 1 ]       |
| Christgau's Record Guide | B–          |

《Don't Look Back》은 1978년 에픽 레코드에서 발매된 미국의 하드 록 밴드 보스턴의 두 번째 스튜디오 음반이다. 이 음반은 미국에서 1위, 영국에서 9위에 올랐으며, 타이틀곡은 1978년 빌보드 핫 100에서 4위에 오른 밴드의 가장 큰 히트곡 중 하나이다. 이 음반은 발매 첫 달에 400만 장 이상이 팔렸고, 미국에서 미국 음반 산업 협회에 의해 7배 플래티넘 인증을 받았다.
이 음반은 또한 음반사인 에픽과 함께 밴드의 법적 투쟁의 시작을 알렸다. 기타리스트, 프로듀서, 주요 작곡가인 톰 숄츠는 에픽의 중역들이 음반이 준비되었다고 느끼기 전에 그와 밴드가 음반을 발매하도록 강요했다고 주장했다. 그는 또한 이 음반이 터무니없이 짧았다고 말했다. 다른 노래가 필요했다. 그들의 다음 음반인 《Third Stage》는 8년 동안 발매되지 않았고, 그 무렵 밴드와 음반사는 헤어지고 보스턴이 결국 이긴 법정 다툼을 벌이고 있었다.
《Don't Look Back》의 2년 공백은 지금까지 두 개의 보스턴 음반 사이에서 가장 짧은 시간이다.

## 녹음
《Don't Look Back》는 매사추세츠주 메이나드 노던 스튜디오에서 엔지니어 데이브 버틀러가 녹음한 〈A Man I'll Never Be〉의 피아노를 제외하고 1977년과 1978년 사이에 숄츠의 하이드어웨이 스튜디오에서 녹음되었다.

## 콤팩트 디스크 발매
《Don't Look Back》은 1983년 포맷이 도입되었을 때 상업적으로 최초로 제작한 콤팩트 디스크 중 하나였지만, 숄츠와 CBS 레코드의 계속되는 법적 문제로 인해 타이틀은 소규모 제작을 마치고 뽑혔고 3년이 지나서야 CD에 다시 등장하였다. 원래 CD 프레스용 삽입물에는 원래 음반 더스트 재킷의 "스페이스쉽 청사진"이 들어 있었다. 이 그림들은 1986년 재발행에는 포함되지 않았다.
이 음반과 그룹의 첫 음반은 2006년 6월 13일에 리마스터링되어 재발매되었다. 이번 재발행은 숄츠가 재구축 프로젝트가 소니 팀이 담당한다는 사실을 간접적으로 들은 후 디지털 방식으로 재구축되었다. 그는 레거시 레코딩스와의 협상 끝에 "나는 항상 CD에서 그 음반들을 좋게 만들고 싶었고, 기회가 왔다"고 말했다.
소니가 재탄생한 소수의 버전들은 2006년 4월 4일 캐나다에서 잠시 판매되기 전에 판매되기 시작했다. 이 디스크에는 1976년 필라델피아에서 열린 콘서트에서 녹음된 미공개 보스턴 원곡인 〈Shattered Images〉(포장에 〈Help Me〉라는 오류)의 라이브 버전도 포함되어 있었다.

## 곡 목록
모든 곡들은 특별한 언급이 없는 한 톰 숄츠가 작사/작곡하였다.
| #  | 제목                    | 재생 시간 |
| -- | ----------------------- | --------- |
| 1. | 〈Don't Look Back〉     | 5:57      |
| 2. | 〈The Journey〉         | 1:46      |
| 3. | 〈It's Easy〉           | 4:26      |
| 4. | 〈A Man I'll Never Be〉 | 6:37      |

| #  | 제목                  | 작사·작곡         | 재생 시간 |
| -- | --------------------- | ----------------- | --------- |
| 5. | 〈Feelin' Satisfied〉 |                   | 4:11      |
| 6. | 〈Party〉             | 브래드 델프, 숄츠 | 4:07      |
| 7. | 〈Used to Bad News〉  | 델프              | 2:56      |
| 8. | 〈Don't Be Afraid〉   |                   | 3:48      |

## 인증
| 국가                       | 인증        | 판매량/출하량 |
| -------------------------- | ----------- | ------------- |
| 캐나다 (뮤직 캐나다)       | 4× 플래티넘 | 400,000^      |
| 일본 (RIAJ)                | 골드        | 100,000^      |
| 영국 (BPI)                 | 실버        | 60,000^       |
| 미국 (RIAA)                | 7× 플래티넘 | 7,000,000^    |
| ^출하량을 기반으로 한 인증 |             |               |